# Treski (Estland)
Treski is een plaats in de Estlandse gemeente Setomaa in de provincie Võrumaa. Ze heeft de status van dorp (Estisch: küla).
Tot in 2017 maakte het dorp deel uit van de gemeente Värska. In dat jaar werd Värska bij Setomaa gevoegd.
Het dorp wordt al vermeld in 1652. In 2021 woonden er 84 inwoners in Treski.